# Carlos González-Artigas
Carlos González-Artigas Díaz (Quito, 1947 o 1948 - 4 de abril de 2020, Guayaquil, Ecuador) fue un empresario ecuatoriano.

## Biografía
Nació en Quito, Ecuador y desde muy joven, apenas salió del colegio, inició su vida profesional en actividades comerciales y agroindustriales relacionadas con la siembra y procesamiento de algodón en la provincia de Manabí, donde permaneció en Bahía de Caráquez por varios años. Recibió varias ofertas para hacerse cargo de importantes empresas cuando aún era muy joven, sin embargo prefirió seguir su propio camino en la industria de oleaginosas.
Llegó más tarde a Montecristi, donde fundó El Grupo Industrial La Fabril, una de las industrias más grandes en la elaboración de aceites y productos de aseo de Ecuador, que da trabajo aproximadamente a dos mil personas en Manabí, de la cual fue su mayor accionista y presidente ejecutivo. Las líneas principales de sus productos son aceites y grasas de consumo humano, tanto para la industria alimenticia como para los hogares, productos de cuidado personal y del hogar, con marcas distribuidas en más de 20 países.
Fue director de la Federación Ecuatoriana de Exportadores (Fedexpor).
Fue el mentor del Montecristi Golf Club inaugurado en 2014.
Invirtió en una finca de café, cacao, guanábana y otros productos, además entre sus últimas inversiones estuvo una pequeña fábrica de mermeladas y de licor.

## Muerte
Falleció a los 72 años de edad, de una severa neumonía provocada presuntamente por COVID-19 causado por el virus del SARS-CoV-2, durante la pandemia de enfermedad por coronavirus en Ecuador, la tarde del 4 de abril de 2020, en la clínica Kennedy de Guayaquil, donde hasta ese momento ya se registraban más de dos mil cuatrocientos infectados en la ciudad. Su empresa quedó a cargo de su hijo Carlos González-Artigas Loor.